# David Harel

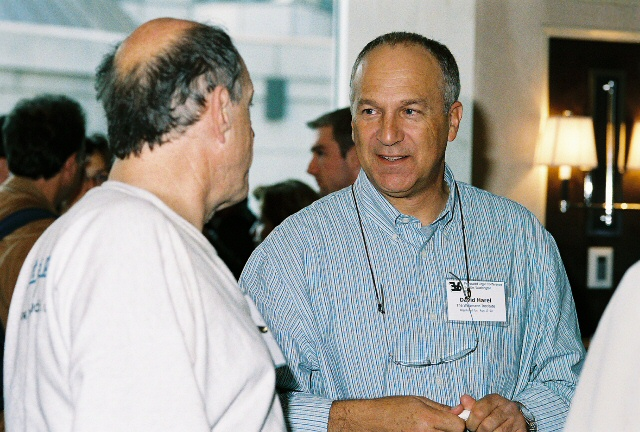
David Harel (Mitte) 2006

David Harel (* 12. April 1950 in London) ist ein israelischer Informatiker, der sich mit Software-Engineering, theoretischer Informatik (Berechenbarkeit, Datenbanktheorie, Automatentheorie), Systembiologie und dynamischer Logik befasst.
Harel wurde 1978 am Massachusetts Institute of Technology promoviert. Er ist Professor für Informatik am Weizmann-Institut, wo er seit 1980 tätig ist. 1983 wurde er dort Associate Professor und 1989 Professor. Von 1989 bis 1995 war er Leiter der Abteilung Angewandte Mathematik und Informatik und von 1998 bis 2004 Dekan der Fakultät für Mathematik und Informatik.
Er war unter anderem Gastprofessor und Gastwissenschaftler an der University of Edinburgh, der Universität in Singapur, bei Microsoft Research, in Grenoble (Verimag), Birmingham und dem NASA Goddard Space Flight Center. 1987 war er einer der Gründer der Softwarefirma I-Logix (2006 an Telelogic verkauft).
In den 1980er Jahren entwickelte er Statecharts, eine graphische Programmiersprache, die Teil des UML-Standards wurde. Er arbeitet am Computermodell der Nematode C. elegans, ein häufig studiertes Modell für einfache tierische Nervensysteme. Weitere Arbeitsgebiete sind Synthese und Kommunikation von Düften (bei der Firma DigiScents), Graphik-Layout, visuelle Programmiersprachen.
2004 erhielt er den Israel-Preis und 1996 den Stevens Award. 2007 erhielt er den ACM Software System Award für die Entwicklung von Statemate. Er ist Fellow der Association for Computing Machinery (ACM, 1994) und IEEE Fellow (1995). 2006 wurde er zum Mitglied der Academia Europaea und 2007 zum Fellow der American Association for the Advancement of Science gewählt. Seit 2010 ist er Mitglied der Israelischen Akademie der Wissenschaften. 2014 wurde er darüber hinaus in die American Academy of Arts and Sciences aufgenommen, 2019 in die National Academy of Sciences, 2020 in die Royal Society.

## Schriften
- Algorithmics: the spirit of computing, 1987, 3. Auflage, Addison-Wesley 2004, Springer Verlag 2012 (mit Yishai Feldman)
  - auch in einer anderen Version als: The Science of Computing: Exploring the Nature and Power of Algorithms, Addison-Wesley 1989, erschienen
  - deutsche Übersetzung: Algorithmik, die Kunst des Rechnens, Springer Verlag 2006
- Computers Ltd.: what they really can’t do, Oxford University Press 2000
- mit Dexter Kozen, Jerzy Tiuryn Dynamic Logic, MIT Press 2000
- mit M. Politi: Modeling Reactive Systems with Statecharts: The STATEMATE Approach, McGraw Hill 1998
  - eine frühere Version erschien als: The Languages of STATEMATE, I-Logix, Inc., Andover, MA, 1991
- mit R. Marelly: Come, Let’s Play: Scenario-Based Programming Using LSCs and the Play-Engine, Springer Verlag 2003